# Wertach (rivière)
La Wertach est une rivière de Bavière, dans le sud de l'Allemagne. Elle est un affluent en rive gauche du Lech, lui-même affluent du Danube.
Elle vient des Préalpes orientales septentrionales, précisément du massif des Alpes d'Allgäu. Elle coule vers le nord en traversant les localités de Wertach, Nesselwang, Marktoberdorf, Kaufbeuren, Schwabmünchen et Bobingen avant de se jeter dans le Lech à Augsbourg.